# Lina Cavalieri
Lina Cavalieri, all'anagrafe Natalina Adelina Cavalieri (Viterbo, 25 dicembre 1874 – Firenze, 7 febbraio 1944), è stata un soprano e attrice italiana.

## Biografia
Nacque a Viterbo nel giorno di Natale del 1874, circostanza temporale che le guadagnò il nome Natalina, poi abbreviato in Lina. È la figlia primogenita di un assistente edile marchigiano, Florindo Cavalieri († 1909) e di una sarta di Onano (in provincia di Viterbo), di nome Teonilla Peconi (1848 - 1931). Il padre fu licenziato per aver difeso la moglie dalle molestie del suo datore di lavoro e la famiglia partì alla volta di Roma poco dopo la sua nascita.
La giovane Lina fu costretta a svolgere umili lavori, tra cui sarta e l'impaginazione di copie del giornale "La Tribuna". L'abitudine della ragazza di cantare anche durante il lavoro forse indusse la madre a farle prendere lezioni di canto dal maestro Arrigo Molfetta, che però mise incinta la sua allieva, che a 17 anni partorì il suo primo e unico figlio. Secondo altre fonti, questo aspetto non è del tutto chiarito, anche se si può supporre che fu probabilmente sedotta proprio dal suo maestro di canto. Tanti anni dopo ella salderà con dei soldi una sorta di debito simbolico, la,stessa somma che lui aveva dato alla famiglia in segno di "risarcimento", forse per averla messa incinta, 1.750 lire di allora. Il figlio, che chiamò Alessandro, visse quasi sempre in collegio, lontano da lei e intraprese la carriera militare in cavalleria. La cantante gli inviava lettere e assegni da Parigi o da New York anche dopo la caduta da cavallo che gli aveva impedito di continuare a cavalcare.
Fu coniugata anche con Giovanni Campari, mentre il quasi omonimo Giuseppe, pilota automobilistico, noto come "el negher", sposerà la cantante lirica Lena Cavalleri, da cui la confusione tra le due coppie.
La popolarità di canzonettista della Cavalieri fu in continua ascesa grazie alla sua bellissima voce, ma anche grazie alla sua notevole bellezza e a un temperamento focoso. Si esibì al Teatro Orfeo per dieci lire al giorno, poi al Teatro Diocleziano per quindici lire. Era arrivato il momento del grande salto nel regno italiano dei cafè-chantant: Napoli.
A ventun anni la Cavalieri raggiunse il primo successo di ampio respiro al Salone Margherita, sicuramente il traguardo più prestigioso per una canzonettista del tempo e trampolino di lancio per l'Europa. A Parigi trionfò alle Folies Bergère cantando un programma di canzoni napoletane, accompagnata da un'orchestra completamente femminile di chitarre e mandolini.

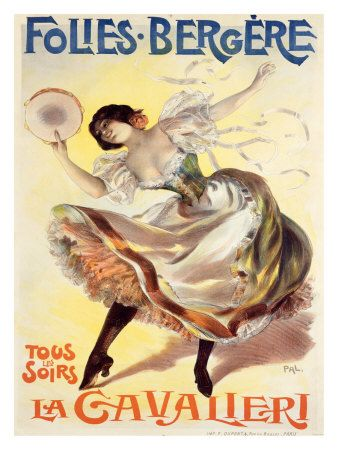
Lina Cavalieri nella locandina delle Folies Bergère

La Belle époque fu affascinata dalla sua bellezza e dalla sua grazia. Nonostante le origini modeste, aveva il portamento e i modi della gran dama. Gabriele D'Annunzio le dedicò una copia del romanzo Il piacere (1899), definendola la massima testimonianza di Venere in Terra.

### Il debutto

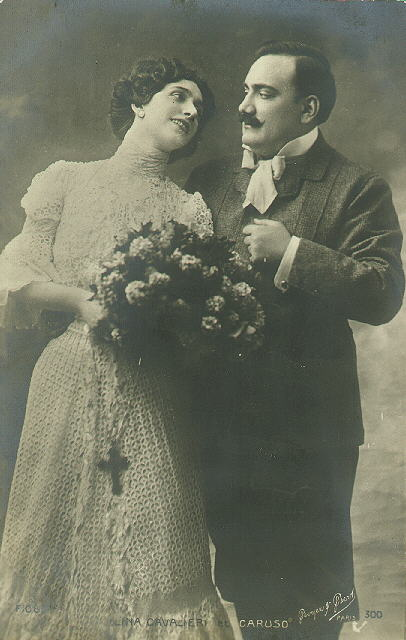
Con Enrico Caruso.

Giunta al culmine della popolarità, la Cavalieri si trasformò in cantante lirica, debuttando ne La bohème di Giacomo Puccini al Teatro San Carlo di Napoli il 4 marzo del 1900. Da Napoli le si aprì una carriera che la portò nei più importanti teatri lirici d'Europa e d'America, al fianco di nomi celebri della lirica, quali Enrico Caruso e Francesco Tamagno.
I suoi mezzi canori come soprano lirico erano piuttosto limitati, ma al pubblico interessava più vederla che udirla, per la splendida bellezza, l'eleganza del portamento, le acconciature sontuose. Nel puritanesimo della scena lirica, la Cavalieri portava un'eccitante atmosfera di raffinata sensualità e incarnava l'esatto prototipo di bellezza femminile della sua epoca, trasognata e in grado di sottolineare il carattere delle sue eroine; inoltre la sua presenza scenica e la sua recitazione erano notevoli e questo, nell'epoca del verismo, rappresentava una carta decisiva.
Importantissimi gli ingaggi che la Cavalieri ottenne oltreoceano, per la Metropolitan Opera Company e per la Manhattan Opera Company di New York, dove nel 1906 fu protagonista accanto a Caruso ed Antonio Scotti della Fedora di Umberto Giordano, bissando il finale del II Atto, e nel 1907 della Adriana Lecouvreur di Francesco Cilea. Dopo il bacio appassionato fra lei e Caruso al termine del duetto d'amore in Fedora, gli americani la soprannominarono The Kissing Primadonna.
Nel 1914 diede l'addio al teatro ma non per questo rinunciò a far parlare di sé: negli anni successivi tentò la carriera cinematografica con Manon Lescaut e fino al 1920 interpretò altri sette film; tuttavia sullo schermo non aveva lo stesso carisma che aveva sulla scena teatrale. Nel 1920 diede il suo addio definitivo alle scene dicendo: «Mi ritiro dall'arte senza chiasso dopo una carriera forse troppo clamorosa».
Nel 1921 si trasferì a Parigi dove, sfruttando la sua fama, aprì un istituto di bellezza che cominciò ad essere frequentato da molte signore incuriosite dal mito di una donna che aveva scatenato passioni di ogni tipo, era stata corteggiata da principi, nobiluomini e milionari e la cui vita sentimentale aveva dato la stura a tante voci.

### Matrimoni

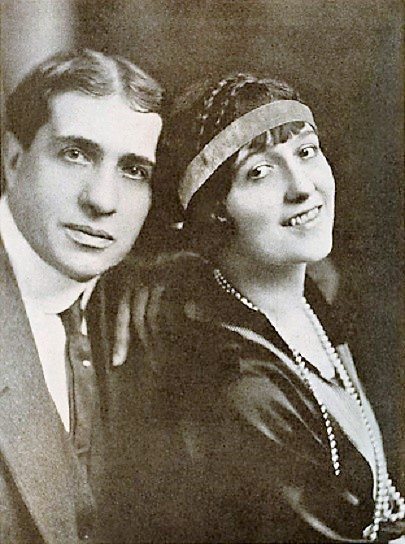
Con Lucien Muratore

È difficile distinguere tra verità e leggenda quanto al numero di proposte di matrimonio ricevute, secondo alcuni ben 840. I matrimoni effettivi raggiunsero il numero di cinque, senza durare a lungo. Il primo fu celebrato a San Pietroburgo nel 1899 con il principe Aleksandr Vladimirovič Barjatinskij (1870 - 1910) dal quale divorziò in fretta dopo la richiesta di lasciare la vita teatrale. La decisione venne dettata dall'etichetta e dalla volontà dello zar Nicola II; pare che il nobile russo fosse disperato a tal punto che, sposata una sosia della Cavalieri, si dette all'alcool e morì a soli quarant'anni dopo aver espresso la volontà di essere sepolto a Firenze, città prediletta dalla «sua» Lina.
Il secondo marito fu Robert E. Chanler, un ricchissimo americano conosciuto nel 1907 durante le rappresentazioni di Fedora al Metropolitan. Chanler era convinto di legare a sé l'artista per tutta la vita grazie alle sue ricchezze, ma anche lui venne liquidato dopo una settimana per aver pensato di trasformare la cantante in una moglie. Prima del divorzio un'immensa quantità di beni, comprendente addirittura tre palazzi, trasmigrò dal patrimonio dell'americano nelle mani della Cavalieri.
Solo il compagno d'arte, il tenore Lucien Muratore (Marsiglia 1878 - Parigi 1954), sposato nel 1913, riuscì là dove altri avevano fallito: farle abbandonare il teatro. Il 26 luglio del 1927 divorziò però anche da quest'ultimo per sposare Giovanni Campari, imprenditore della celebre famiglia creatrice dell'omonima bevanda, il quale le fu accanto al momento del ritorno in Italia e nella vecchiaia. Nell'ultimo decennio si legò infine ad Arnaldo Pavoni (Roma 1892 - Firenze 1944) noto con lo pseudonimo di Paolo D'Arvanni, suo impresario e segretario.

### Ammiratori
Tra i tanti gustosi aneddoti sulle follie maschili che accompagnarono il successo della Cavalieri, all'inizio del '900 vi fu quello di Davide Campari, figlio di Gaspare, cui si deve la creazione del celebre aperitivo. Innamoratosi della cantante, per giustificare le fughe al suo seguito, Davide usò con la famiglia un abile stratagemma, quello della ricerca di contatti esteri per smerciare il prodotto. Nei suoi viaggi il giovane Campari instaurò davvero proficui rapporti con il mercato estero, ma, a quanto pare, non ottenne mai il favore della sua stella. Curiosamente, anni dopo Lina Cavalieri sposerà un altro membro della famiglia Campari, Giovanni.
Un'altra presenza importante nella folta schiera degli appassionati fu il famoso designer Piero Fornasetti. Il viso serigrafato che ricorre nelle realizzazioni di Fornasetti, e che costituisce la cifra distintiva delle sue opere, altro non è che un ritratto di Lina Cavalieri preso da una rivista del tardo '800.
Il principe russo Alessandro Barjatinskij le regalò una collana di smeraldi così lunga che, nonostante i tre giri intorno al collo, ricadeva comunque sul suo ventre.
Un duca siciliano, (probabilmente il Duca di Carcaci) si offrì per due mesi come suo autista pur di starle accanto ma dovette desistere perché, come spiegò in una sua lettera: «È follia sperare di essere amato da voi, che non pensate e non vivete adesso che per la vostra arte».

### La morte
Lina Cavalieri visse gli ultimi anni della sua vita nella villa Cappuccina presso Rieti, dove aveva raccolto i numerosi cimeli della sua vita professionale, in compagnia del suo unico figlio Alessandro (1892 - 1993), nato dal maestro di canto Arrigo Molfetta e sempre tenuto nascosto. In quel periodo, dettò al giornalista Paolo D'Arvanni le sue memorie. L'avvento della seconda guerra mondiale impedì all'azienda cinematografica Paramount di fare un film su di lei e le costò anche la vita: morì infatti nella sua villa di Firenze, in via Suor Maria Celeste, durante l'incursione aerea alleata del 7 febbraio 1944. Avvolta nel tricolore italiano, i suoi solenni funerali furono celebrati pochi giorni dopo nella basilica di Santa Croce a Firenze. La bara fu tumulata nella cappella di famiglia nel cimitero monumentale del Verano a Roma, dove sono sepolti anche i genitori. La sua vita fu rievocata, ma abbondantemente romanzata, da Gina Lollobrigida nel film La donna più bella del mondo (1955).

## Filmografia

### Attrice
- Manon Lescaut, regia di Herbert Hall Winslow (1914)
- Sposa nella morte!, regia di Emilio Ghione (1915)
- La rosa di Granata, regia di Emilio Ghione (1916)
- Eterna tentatrice (The Eternal Temptress), regia di Émile Chautard (1917)
- Love's Conquest, regia di Edward José (1918)
- A Woman of Impulse, regia di Edward José (1918)
- The Two Brides, regia di Edward José (1919)

### Film su di lei
- La donna più bella del mondo, regia di Robert Z. Leonard (1955)
- Bellissime 1 (documentario), regia di Giovanna Gagliardo (2004) - filmati di repertorio

## Repertorio operistico
| Ruolo               | Titolo                 | Autore      |
| ------------------- | ---------------------- | ----------- |
| Carmen              | Carmen                 | Bizet       |
| Elena Margherita    | Mefistofele            | Boito       |
| Adriana Lecouvreur  | Adriana Lecouvreur     | Cilea       |
| Maddalena di Coigny | Andrea Chénier         | Giordano    |
| Fedora Romazoff     | Fedora                 | Giordano    |
| Stephana            | Siberia                | Giordano    |
| Margherita          | Faust                  | Gounod      |
| Nedda               | Pagliacci              | Leoncavallo |
| Zazà                | Zazà                   | Leoncavallo |
| Salomè              | Erodiade               | Massenet    |
| Thaïs               | Thaïs                  | Massenet    |
| Cherubino           | Cherubino              | Massenet    |
| Giulietta           | I racconti di Hoffmann | Offenbach   |
| Manon Lescaut       | Manon Lescaut          | Puccini     |
| Mimì                | La bohème              | Puccini     |
| Floria Tosca        | Tosca                  | Puccini     |
| Gilda               | Rigoletto              | Verdi       |
| Violetta Valéry     | La traviata            | Verdi       |